# Charles Fawcett

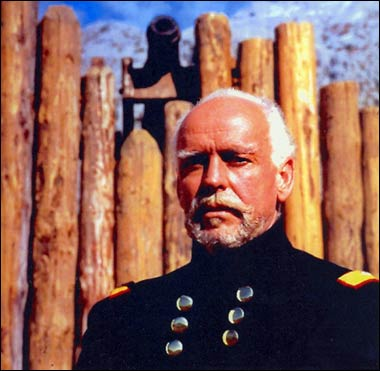

Charles Fernley Fawcett (Waleska, 2 dicembre 1915 – Londra, 3 febbraio 2008) è stato un attore statunitense.

## Biografia
Come primo lavoro, grazie alla conoscenza delle lingue straniere, fu interprete delle truppe durante la Seconda guerra mondiale.
Successivamente iniziò la carriera cinematografica come attore, recitando in ruoli di secondo piano, prima in Francia e poi (dal 1951 al 1976) in Italia.  Talvolta utilizzò lo pseudonimo di Carlo Fazzetti.

## Carriera
Nel 1953 ottenne i primi ruoli importanti: nel film Le infedeli di Steno e Mario Monicelli fu il marito tradito di May Britt, in La cieca di Sorrento di Giacomo Gentilomo interpretò il marchese di Rionero (con lo pseudonimo Carlo Fazzetti), in Fermi tutti... arrivo io! di Sergio Grieco recitò invece nel ruolo di Mr. Brown.
Sempre nel 1953 fu chiamato da Francesco De Robertis per il film I sette dell'Orsa maggiore, diventando poi uno dei pochi attori che il regista riconfermerà in un altro film, Mizar (Sabotaggio in mare) (1954), nel ruolo del maggiore Crob.
Venne scelto per piccole parti da altri famosi registi, come Carlo Lizzani, Duilio Coletti, Riccardo Freda e Mauro Bolognini. Si trovò a suo agio nei generi più vari: bellico, mélo, commedia brillante, in costume, sociale, avventuroso, giallo e poliziesco.
Il suo ultimo film fu La fine dell'innocenza (1976) di Massimo Dallamano.

## Filmografia parziale

### Cinema
- Hans il marinaio (Hans le marin), regia di François Villiers (1949)
- Vita di un commesso viaggiatore (Casimir), regia di Richard Pottier (1950)
- L'avventuriero di New Orleans (Adventures of Captain Fabian), regia di William Marshall (1951)
- Clandestino a Trieste, regia di Guido Salvini (1951)
- Ha da venì... don Calogero, regia di Vittorio Vassarotti (1951)
- Tre storie proibite, regia di Augusto Genina (1952)
- Le infedeli, regia di Mario Monicelli, Steno (1953)
- I sette dell'Orsa maggiore, regia di Duilio Coletti (1953)
- Fermi tutti... arrivo io!, regia di Sergio Grieco (1953)
- Ai margini della metropoli, regia di Carlo Lizzani, Massimo Mida (1953)
- L'incantevole nemica, regia di Claudio Gora (1953)
- Frine, cortigiana d'Oriente, regia di Mario Bonnard (1953)
- Stazione Termini, regia di Vittorio De Sica (1953)
- Il paese dei campanelli, regia di Jean Boyer (1954)
- Mizar (Sabotaggio in mare), regia di Francesco De Robertis (1954)
- Appassionatamente, regia di Giacomo Gentilomo (1954)
- Un americano a Roma, regia di Steno (1954)
- Le due orfanelle, regia di Giacomo Gentilomo (1954)
- Pietà per chi cade, regia di Mario Costa (1954)
- Addio, Napoli!, regia di Roberto Bianchi Montero (1955)
- Andrea Chénier, regia di Clemente Fracassi (1955)
- Il falco d'oro, regia di Carlo Ludovico Bragaglia (1955)
- Incatenata dal destino, regia di Enzo Di Gianni (1956)
- Mai ti scorderò, regia di Giuseppe Guarino (1956)
- Il ragazzo sul delfino (Boy on a Dolphin), regia di Jean Negulesco (1957)
- I vampiri, regia di Riccardo Freda (1957)
- Non desiderare la donna d'altri (Lonelyhearts), regia di Vincent J. Donehue (1958)
- La ragazza del Palio, regia di Luigi Zampa (1958)
- L'ultimo ribelle (El último rebelde), regia di Miguel Contreras Torres (1958)
- Il mostro è dietro l'angolo (Face of Fire), regia di Albert Band (1959)
- La duchessa di Santa Lucia, regia di Roberto Bianchi Montero (1959)
- Le canaglie (Les Canailles), regia di Maurice Labro (1960)
- Salambò, regia di Sergio Grieco (1960)
- Barabba (Barabbas), regia di Richard Fleischer (1961)
- Maciste all'inferno, regia di Riccardo Freda (1962)
- Accadde in Atene (It Happened in Athens), regia di Andrew Marton (1962)
- L'eroe di Sparta (The 300 Spartans), regia di Rudolph Maté (1962)
- Io Semiramide, regia di Primo Zeglio (1963)
- Zorro e i tre moschettieri, regia di Luigi Capuano (1963)
- Capitan Sinbad (Captain Sindbad), regia di Byron Haskin (1963)
- I raggi mortali del dottor Mabuse (Die Todesstrahlen des Dr. Mabuse, regia di Hugo Fregonese, Victor De Santis (1964)
- L'intrigo, regia di George Marshall, Vittorio Sala (1964)
- La battaglia di Fort Apache (Old Shatterhand), regia di Hugo Fregonese (1964)
- Panic Button... Operazione fisco! (Panic Button), regia di George Sherman e Giuliano Carnimeo (1962)
- La capanna dello zio Tom (Onkel Toms Hütte), regia di Géza von Radványi (1965)
- Guntar il temerario (Im Reiche des silbernen Löwen), regia di Franz Josef Gottlieb (1965)
- Il giustiziere del Kurdistan (Durchs wilde Kurdistan), regia di Franz Josef Gottlieb (1965)
- El Cjorro (Savage Pampas), regia di Hugo Fregonese (1966)
- Per 50.000 maledetti dollari (Feuer frei auf Frankie), regia di José Antonio de la Loma (1967)
- Muori lentamente... te la godi di più (Mister Dynamit - Morgen küßt euch der Tod), regia di Franz Josef Gottlieb (1967)
- Caccia ai violenti, regia di Giovanni Scolaro (1968)
- Per le antiche scale, regia di Mauro Bolognini (1975)
- La fine dell'innocenza, regia di Massimo Dallamano (1976)

### Televisione
- The Rough Riders – serie TV, episodio 1x07 (1958)

## Doppiatori italiani
- Giorgio Capecchi in Frine cortigiana d'Oriente
- Gualtiero De Angelis in I vampiri
- Renato Turi in La fine dell'innocenza
- Lauro Gazzolo in La capanna dello zio Tom